# 五木镇
五木镇，是中华人民共和国四川省巴中市平昌县曾经下辖的一个镇。2020年5月，撤销五木镇，将原五木镇所属行政区域划归得胜镇管辖。

## 行政区划
五木镇撤销前下辖以下地区：
千丘村、前锋村、红山村、双河村、石马村、爱国村、雄峰村、长石村和五木坎村。